# Caminhos de Pedra

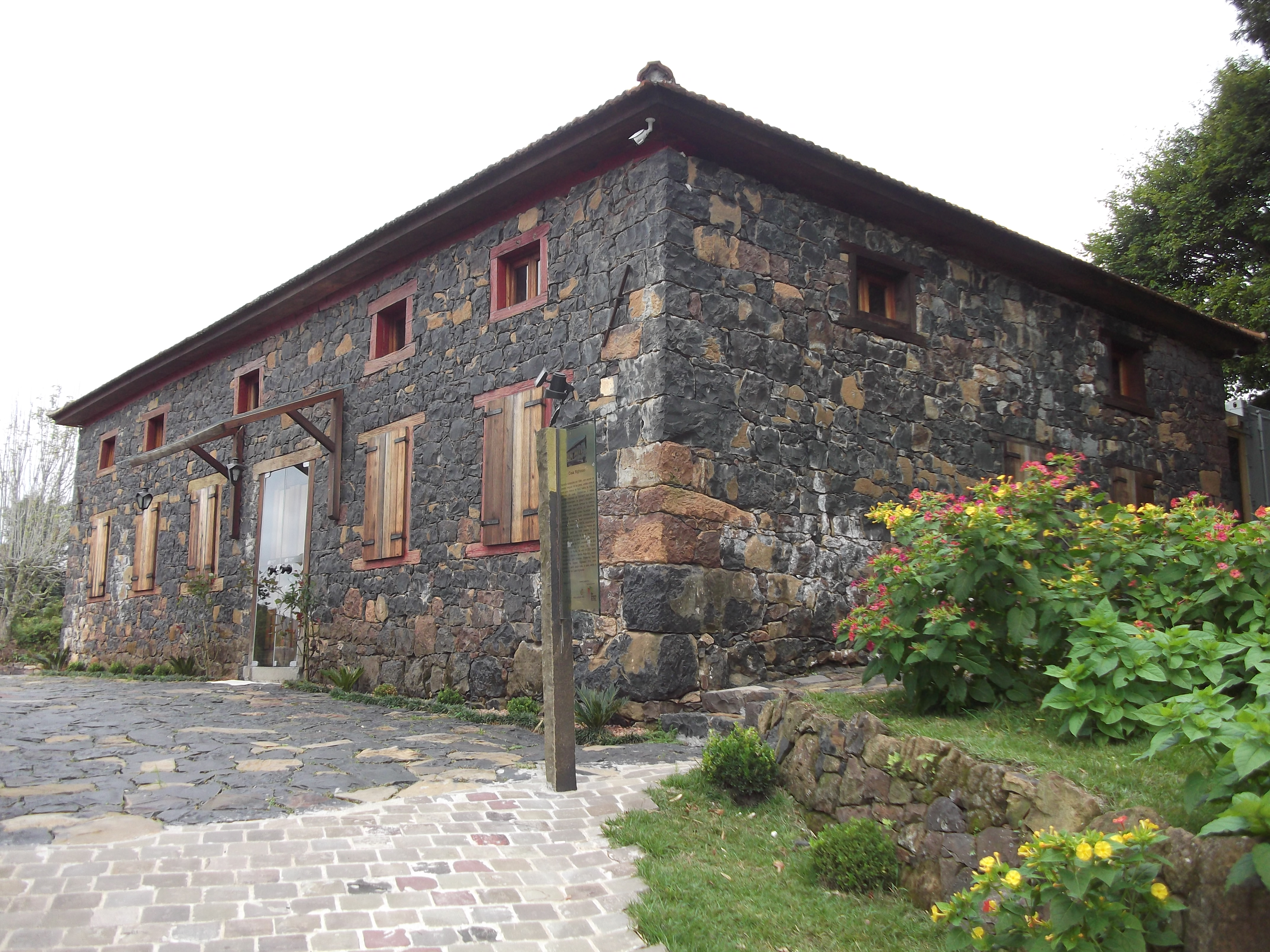
Casa Righesso

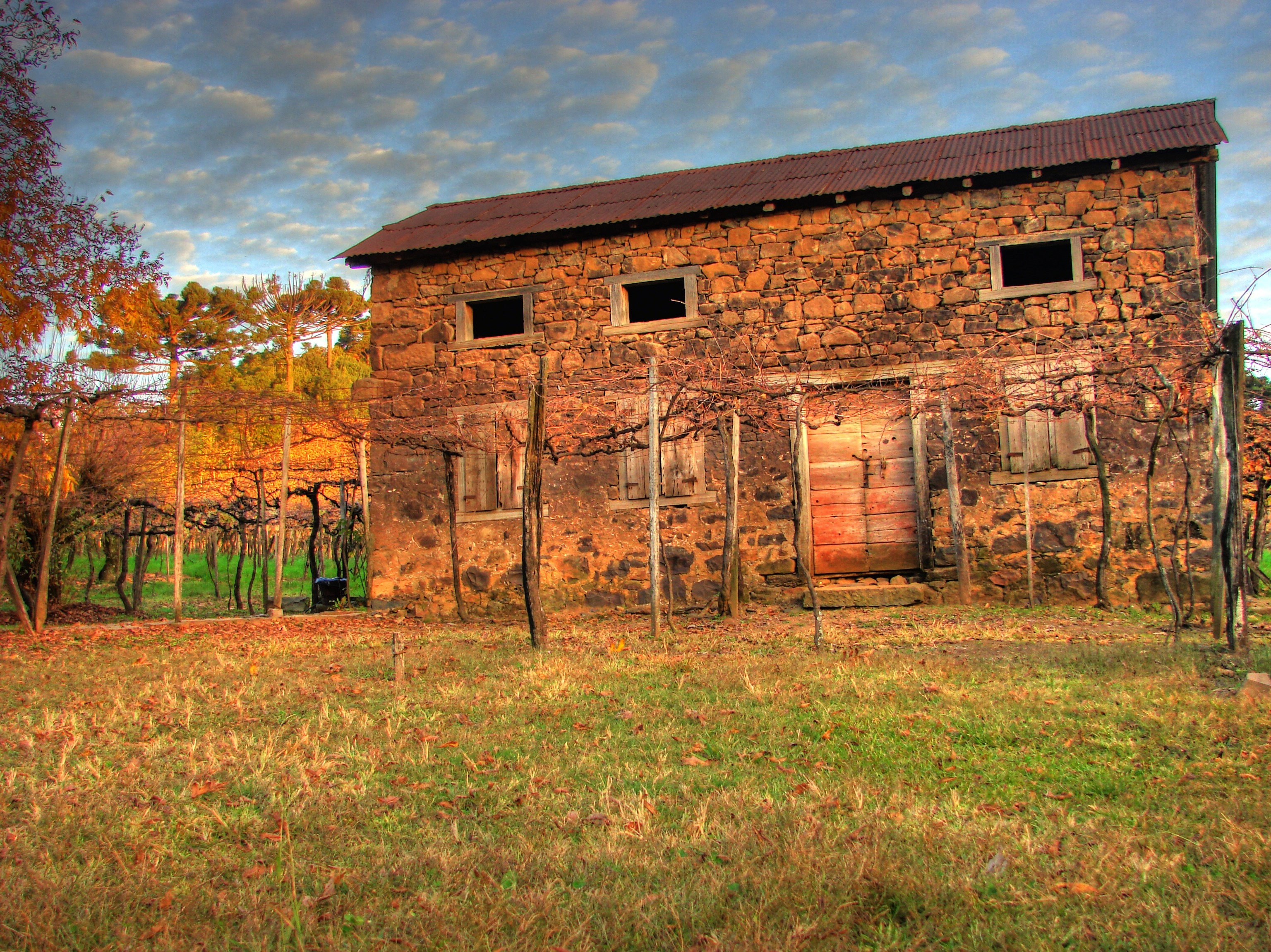
Casa Strapazzon

Caminhos de Pedra é uma estrada histórica e um roteiro turístico localizado no município brasileiro de Bento Gonçalves, interior do estado do Rio Grande do Sul.
O roteiro foi idealizado por Júlio Posenato e Tarcísio Michelon, e está situado no distrito de São Pedro, um dos primeiros núcleos da imigração européia do estado. O local é um atrativo por possuir casas antigas, muitas delas de pedra, da época em que os primeiros imigrantes italianos vieram para a região.
Entre as edificações típicas da região estão a Casa Righesso, construída em pedra 1889, a Casa Vanni, erguida em  madeira em 1935, e a Casa Strapazzon, construída em pedra em torno de 1878, uma das mais antigas roteiro, utilizada como cenário do filme O Quatrilho.  Também possui restaurantes, museus e pequenas vinícolas abertas à visitação. O Caminhos de Pedra começou a funcionar em 1992 e recebe em média 60 mil turistas por ano. Foi um dos primeiros roteiros de turismo rural criados no Brasil e serviu de modelo para diversas outras iniciativas.
Além do atrativo turístico, o projeto teve entre seus objetivos principais resgatar a história e as tradições locais, promover a conservação das edificações e desenvolver entre os proprietários a consciência da importância histórica deste patrimônio edificado. Em 2009, através da Lei Estadual 13.177/09, o Roteiro Caminhos de Pedra foi declarado Patrimônio Histórico e Cultural do Estado do Rio Grande do Sul.